# Williams FW07C
Chronologie des modèles (1981-1982)
Williams FW07B Williams FW08
La Williams FW07C est une monoplace de Formule 1 engagée par l'écurie Williams F1 Team lors du championnat du monde de Formule 1 1981 et lors des trois premières manches du championnat du monde de Formule 1 1982. Elle est pilotée par l'Australien Alan Jones et l'Argentin Carlos Reutemann en 1981, puis par l'Américain Mario Andretti et le Finlandais Keke Rosberg en 1982.

## Williams FW07D
La Williams FW07D est une monoplace expérimentale à six roues (quatre roues arrière motrices et deux roues avant non motrices) testée par Alan Jones sur le circuit de Donington Park en novembre 1982. 

## Résultats en championnat du monde de Formule 1

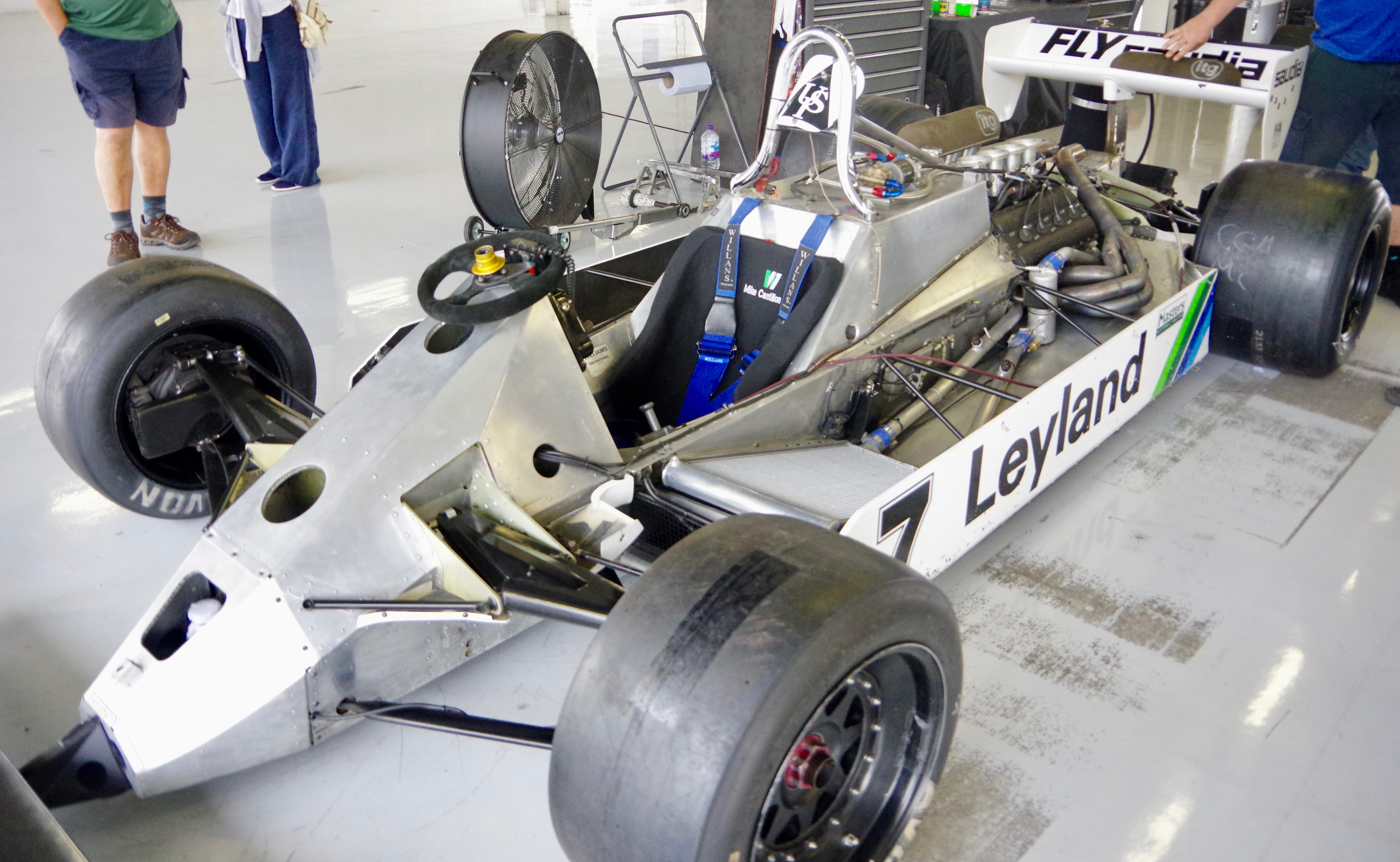
L'intérieur de la Williams FW07C.

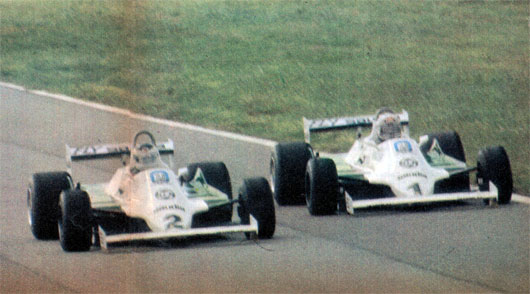
Carlos Reutemann et Alan Jones lors du Grand Prix d'Argentine 1981.

| Saison | Écurie                                         | Moteur               | Pneus             | Pilotes          | Courses | Courses | Courses | Courses | Courses | Courses | Courses | Courses | Courses | Courses | Courses | Courses | Courses | Courses | Courses | Courses | Points inscrits | Classement |
| Saison | Écurie                                         | Moteur               | Pneus             | Pilotes          | 1       | 2       | 3       | 4       | 5       | 6       | 7       | 8       | 9       | 10      | 11      | 12      | 13      | 14      | 15      | 16      | Points inscrits | Classement |
| ------ | ---------------------------------------------- | -------------------- | ----------------- | ---------------- | ------- | ------- | ------- | ------- | ------- | ------- | ------- | ------- | ------- | ------- | ------- | ------- | ------- | ------- | ------- | ------- | --------------- | ---------- |
| 1981   | Albilad-Williams Racing Team TAG Williams Team | Ford-Cosworth DFV V8 | Goodyear Michelin |                  | EUO     | BRÉ     | ARG     | SMR     | BEL     | MON     | ESP     | FRA     | GBR     | ALL     | AUT     | P-B     | ITA     | CAN     | LVE     |         | 95              | Champion   |
| 1981   | Albilad-Williams Racing Team TAG Williams Team | Ford-Cosworth DFV V8 | Goodyear Michelin | Alan Jones       | 1er     | 2e      | 4e      | 12e     | Abd.    | 2e      | 7e      | 17e     | Abd.    | 11e     | 4e      | 3e      | 2e      | Abd.    | 1er     |         | 95              | Champion   |
| 1981   | Albilad-Williams Racing Team TAG Williams Team | Ford-Cosworth DFV V8 | Goodyear Michelin | Carlos Reutemann | 2e      | 1er     | 2e      | 3e      | 1er     | Abd.    | 4e      | 10e     | 2e      | Abd.    | 5e      | Abd.    | 3e      | 10e     | 8e      |         | 95              | Champion   |
| 1982   | TAG Williams Team                              | Ford-Cosworth DFV V8 | Goodyear          |                  | AFS     | BRÉ     | EUO     | SMR     | BEL     | MON     | EUE     | CAN     | P-B     | GBR     | FRA     | ALL     | AUT     | SUI     | ITA     | LVE     | 58*             | 4e         |
| 1982   | TAG Williams Team                              | Ford-Cosworth DFV V8 | Goodyear          | Carlos Reutemann | 2e      | Abd.    |         |         |         |         |         |         |         |         |         |         |         |         |         |         | 58*             | 4e         |
| 1982   | TAG Williams Team                              | Ford-Cosworth DFV V8 | Goodyear          | Keke Rosberg     | 5e      | Dsq.    | 2e      |         |         |         |         |         |         |         |         |         |         |         |         |         | 58*             | 4e         |
| 1982   | TAG Williams Team                              | Ford-Cosworth DFV V8 | Goodyear          | Mario Andretti   |         |         | Abd.    |         |         |         |         |         |         |         |         |         |         |         |         |         | 58*             | 4e         |

Légende : ici  

* 44 points marqués avec la Williams FW08 en 1982.